# 張純 (正統戊辰進士)
張純（1422年—？年），字惟一，四川重慶府合州銅梁縣人，民籍，治《易經》，年二十七歲中式正統十三年戊辰科第三甲第七十一名進士。三月十九日生，行一，曾祖張元一；祖張勝祖；父張鐸；母趙氏。具慶下，妻馬氏，弟溥；瀚；浩；濬；瀾；澄。由國子生中式四川鄉試第十二名舉人，會試中式第九十六名。